# 丹维尔-贝特莱维尔
丹维尔-贝特莱维尔（法語：Dainville-Bertheléville，法語發音：[dɛ̃vil bɛʁtəlevil]）是法国默兹省的一个市镇，属于科梅尔西区。该市镇于1876年由原市镇丹维尔（Dainville）和贝特莱维尔（Bertheléville）合并而成。

## 地理
丹维尔-贝特莱维尔（48°26'28"N, 5°30'34"E）面积40.3 平方千米，位于法国大東部大區默兹省，该省份为法国西北部内陆省份，北与比利时接壤，西接马恩省和阿登省，南至上马恩省和孚日省，东临默尔特-摩泽尔省。
与丹维尔-贝特莱维尔接壤的市镇（或旧市镇、城区）包括：勒泽维尔、沙塞博普雷、贡德勒库尔堡、奥尔努瓦地区奥尔维尔、上沃德维尔、阿夫朗维尔、格朗。

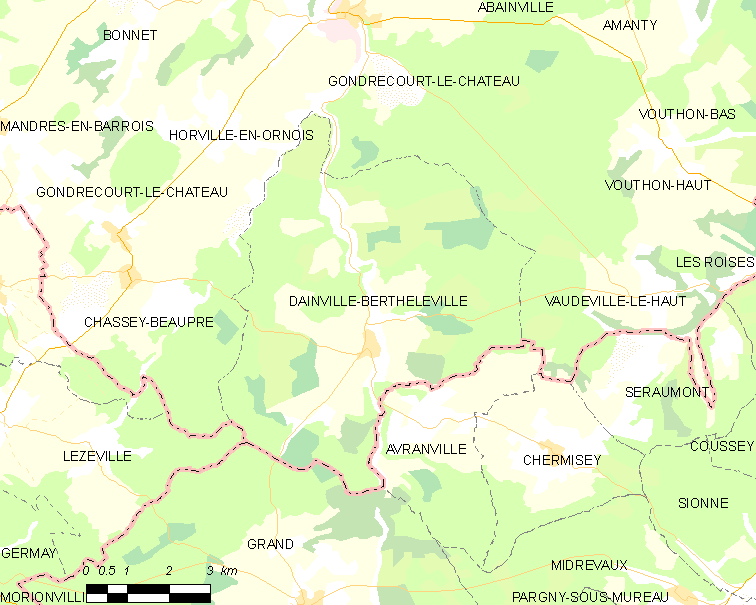
丹维尔-贝特莱维尔的OSM定位图

丹维尔-贝特莱维尔的时区为UTC+01:00、UTC+02:00（夏令时）。

## 行政
丹维尔-贝特莱维尔的邮政编码为55130，INSEE市镇编码为55142。

## 政治
丹维尔-贝特莱维尔所属的省级选区为利尼昂巴鲁瓦县。

## 人口

1962-2008年间丹维尔-贝特莱维尔人口变化图示

丹维尔-贝特莱维尔于2022年1月1日时的人口数量为121人。